# Pierre Schyven

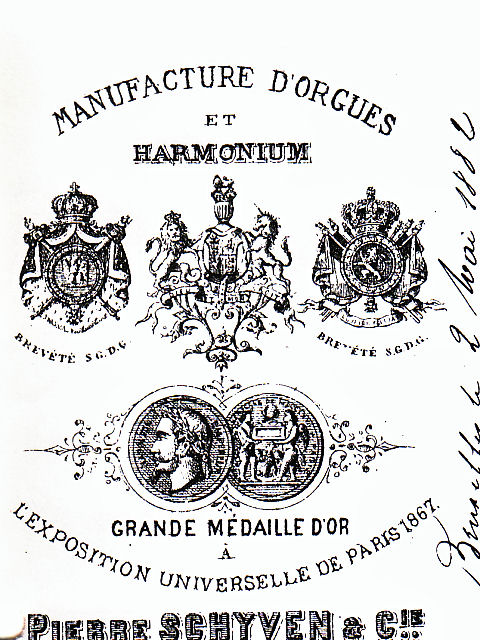
Briefhoofd van Pierre Schyven & Cie.

Pierre Schyven (Elsene, 1827 – aldaar, 1916) was een Belgische orgelbouwer te Brussel.

## Biografie
In 1843 treedt Pierre Schyven in dienst bij het orgelbouwersbedrijf Merklin-Schütze te Brussel, waarvan de stichters van Duitse origine zijn. Joseph Merklin is reeds vroeg gestimuleerd geweest door de vernieuwende ideeën op gebied van orgelbouw van de Duitse orgelbouwer Walcker, de Engelsman Barker, en de geniale Franse orgelbouwer Aristide Cavaillé-Coll.
Schyven speelt reeds op jonge leeftijd een belangrijke rol in de firma. Vanaf 1851 is hij er 'contremaître'. In 1870 neemt hij de firma over, samen met A. en J. Verreyt. Gezien deze situatie veranderen de instrumenten uit het bedrijf dan ook weinig in vergelijking met ervoor. In de eerste jaren na deze overname dragen de instrumenten uit het atelier zelfs nog een naamplaatje van Merklin-Schütze (bijvoorbeeld het orgel van de Sint-Vincentiuskerk in Evere uit 1872). 
Vanaf de jaren 1880 waagt hij zich aan enkele experimenten, zoals een ontdubbelingssysteem waarbij uit één rij pijpen verschillende registers worden afgeleid. In 1883 neemt hij hierop een patent.
In 1905 trekt Pierre Schyven zich terug uit het bedrijf dat zijn zoon François nog enige tijd verderzet, tot aan de Eerste Wereldoorlog.

## De instrumenten
Pierre Schyven zette zijn naam op ongeveer 300 instrumenten, verspreid over België en sommige zelfs ver daarbuiten. Het grootste is het Antwerps kathedraalorgel met vier klavieren en pedaal. Veel oorspronkelijk uit zijn atelier afkomstige instrumenten hebben een onduidelijke geschiedenis. Ook zijn relatief weinig instrumenten in hun originele toestand bewaard gebleven.
Tot zijn belangrijkste opus behoort het groot drieklaviersorgel in Laken. In 1874 was het voltooid, de inspeling gebeurde in aanwezigheid van Koning Leopold II.Het werd door Alexandre Guilmant en Auguste Mailly ingespeeld. Het werd nadien door de gebroeders van Bever hersteld, die ook de auteur zijn van het koororgel.
Ondanks de soms zware compromissen die Schyven sloot om zijn bedrijf draaiende te houden, getuigen deze laatste van het ware kunstenaarschap dat hem uiteindelijk toch een plaats verzekert bij de kleine kring van grote Belgische orgelbouwers.

### Orgels in Vlaanderen

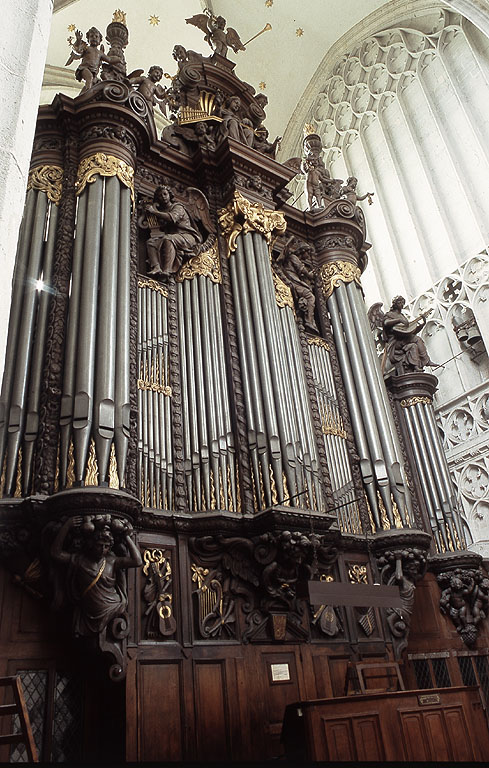
Kathedraalorgel van Antwerpen
uit 1891

| Plaats                     | Gebouw                                               | Jaar     |
| -------------------------- | ---------------------------------------------------- | -------- |
| Brugge                     | Kerk Redemptoristinnen                               | Onbekend |
| Leuven                     | Paridaensinstituut                                   | 1867     |
| Elsene                     | Sint-Bonifatiuskerk                                  | 1867     |
| Luik                       | Sint-Pauluskathedraal                                | 1870     |
| Overijse                   | Sint-Martinuskerk                                    | 1870     |
| Brugge                     | Kerk H. Maria Magdalena                              | 1874     |
| Laken                      | Kerk OLV                                             | 1874     |
| Oudenaarde                 | Kerk OLV                                             | na 1884  |
| Ronse                      | RVT De Linde                                         | ca. 1885 |
| Sint-Niklaas               | Kerk OLV der Bijstand der Christenen                 | ca. 1886 |
| Kortrijk                   | Kerk St-Martinus                                     | 1888     |
| Antwerpen                  | Kathedraal OLV                                       | 1891     |
| Mariakerke                 | Onze-Lieve-Vrouw Geboortekerk                        | 1893     |
| Ronse                      | Sint-Hermeskerk                                      | 1896     |
| Huise (Zingem)             | Sint-Petrus en Urbanuskerk                           | 1898     |
| Gullegem (Wevelgem)        | Parochiekerk Sint-Amandus                            | 1900     |
| Ruiselede                  | Kapel der zusters van Onze-Lieve-Vrouw van VII Weeën | ca. 1900 |
| Gent                       | Kerk Sint-Anna                                       | 1904     |
| Oostende                   | Kerk Sint-Petrus en Paulus                           | 1907     |
| Petegem (Wortegem-Petegem) | Kerk Sint-Martinus                                   | 1922     |

### Orgels in stad Brussel

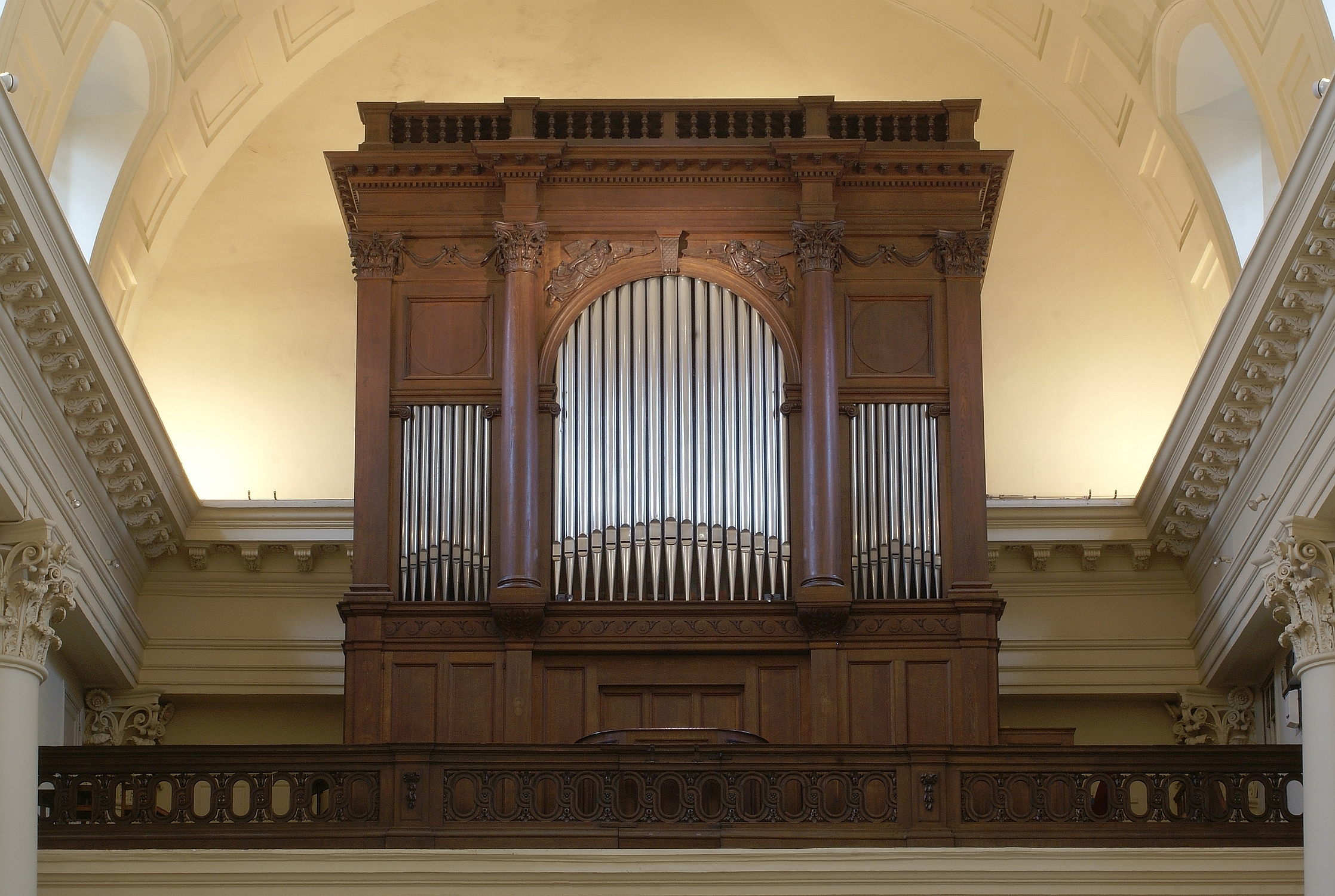
Orgel in de kerk Sint-Jacob-op-Koudenberg te Brussel

| Plaats  | Gebouw                        | Jaar |
| ------- | ----------------------------- | ---- |
| Brussel | Kerk Sint-Catharina           | 1860 |
| Brussel | Kerk Sint-Jacob-op-Koudenberg |      |
| Brussel | Koninklijke Muntschouwburg    | 1887 |